# Йоганнес Семпер
Йоганнес Земпер (ест. Johannes Semper; нар. 10 (22) березня 1892 Пагувере, Вільяндімаа — пом. 21 лютого 1970, Таллінн) — естонський письменник та перекладач.
Спочатку навчався, а згодом блискуче викладав у Тартуському університеті. Невдовзі був призначений міністром освіти Естонії, у 1940, коли країна перебувала під радянською окупацією.
Автор слів гімну Естонської РСР.